# 호돌이
호돌이(Hodori)는 제24회 1988년 서울 올림픽의 공식 마스코트이자 제10회 1986년 서울 아시안 게임의 마스코트이다.  한국인에게 전통적으로 친숙한 동물인 호랑이를 모델로 2,295개에 달하는 마스코트안 중에서 선정되었다. 디자이너는 김현이다.

## 개요
농악대의 상모(돌림모자)를 쓰고 있다. 상모의 긴 끈으로 서울의 영문 첫자 S를 표현하였다. 여성형은 호순이이다.
양궁, 승마 등 정식종목 23개와 시범종목인 배드민턴, 볼링, 장애인 휠체어경기 등에 대해 모두 28종의 호돌이혹은 호순이 마스코트가 제작되었다. 또한 대회보조용 마스코트 9종류, 그림문자용 마스코트 19종류도 제작되었다.
이 마스코트의 원본을 만든 김현은 1983년 3월 중순부터 6월 중순까지 3개월 동안 작업을 해서 지명공모에 출품을 했고, 며칠 후 심사를 거쳐 당선 내정작이 되었는데 최종안으로 공표되기까지 수정 작업을 하였다.
호돌이는 1986년 아시안 대회에서부터 1988년 서울 올림픽까지 많은 사랑을 받았다. 한국을 대표하는 호랑이를 친근하고 귀여운 모습으로 형상화시켰으며, 특히 서울을 뜻하는 S자의 상모를 돌리는 모습은 한국의 미를 제대로 알렸다는 평가를 받는다. 각종 문구류, 과자, 음료, 생필품 및 카메라 필름 등에 사용되었고, 호돌이 이름이 들어간 은행 통장까지도 등장했다. 또한 '달려라 호돌이'라는 만화책과 애니메이션이 제작되기도 했다. 그 결과 마스코트 및 휘장사업으로 1988년 당시 서울 올림픽 때에 900억 원의 수입을 올렸다.
또한 한국 정부는 1988년 당시 서울 올림픽 개최를 위해 매월 15일을 '호돌이의 날'로 지정해 각종 문화행사와 시민 거리 참여 캠페인 등을 벌였다.
한편 호돌이는 시리얼 제조사인 미국 켈로그의 자사 캐릭터와 비슷하다는 이유로 소송이 제기되었으나, 서울올림픽조직위원회가 한국에서 판매되는 시리얼푸드 분야에는 호돌이 마스코트를 사용하지 않겠다고 약속하면서 소송을 마무리짓기도 했다.
1994년부터 제정된 서울특별시의 마스코트 왕범이는 호랑이 캐릭터로써 설정상 호돌이와 호순이의 자녀로 되어 있다. 그러나 현재는 왕범이 마스코트를 대신해서 2008년 5월부터 한국의 전통 상상의 동물 해치가 서울특별시의 공식 상징물이 되었다.
서울 올림픽 이후 호돌이에 대한 일체의 권리는 올림픽 헌장에 의거하여 국제 올림픽 위원회에 귀속되었으며, IOC의 명시적 허락 없이는 상업적 이용이 불가능하다.
호돌이는 이후 개최된 2018년 동계 올림픽의 마스코트인 수호랑에 영향을 주기도 하였다.

## 같이 보기
- 1988년 하계 올림픽
- 포돌이
- 왕범이
- 수호랑